# 알렉산더 루세프
미로슬레이 미카로프(영어: Miroslav Makarov, 불가리아어: Мирослав Барняшев, 1984년 12월 25일 ~ )는 본명은 미로슬라브 버냐쉐브(영어: Miroslav Barnyashev 불가리아어: Мирослав Барняшев)다. FCW/WWE 링네임은 알렉산더 루세프(영어: Alexander Rusev, 불가리아어: Александър Русев)/루세프(영어: Rusev, 불가리아어: Русев)라는 사용을 한다. 불가리아 프로레슬링선수다. 키는 182.9cm 몸무게는 138kg이다. 과거 링네임은 피니쉬는 슈퍼킥, 마차카 킥(점핑 사이드 킥), 애콜라이트(카멜 클러치), 불-플렉스(오클라호마 롤 릴리즈 저먼 수플렉스)를 주로 사용한다.

## 프로레슬링 입문
2008년 프로레슬링에 입문했고 처음에는 2014년 1월 26일 WWE 로얄럼블 2014에서 등장을 하다가 2014년 4월 7일 WWE Raw에서 악역으로 등장을 했다. 루세프와 라나는 블라디미르 푸틴을 찬양하면서 미국을 디스하면서 큰 야유를 이끌었다.(이 불가리아가 왜 러시아 국가를 바꾸는지 아주 큰 야유까지 부리고 욕을 잔뜩한다!!)그렇게 등장 후... 스쿼시 매치 등으로 매주 강력한 모습을 보였다. WWE 익스트림 룰즈 2014에서 알 트루스와 재비어 우즈를 가볍게 꺾었고 이후 2014년 5월 12일 WWE Raw에서 빅 E가 갑자기 난입을 하면서 끝내 2014년 5월 ~ 6월까지는 빅 E랑 대립을 하면서 WWE 페이백 2014과 WWE 머니 인 더 뱅크 2014에서 두번 모두 빅 E를 꺾으며 포스를 유지했고 끝내 종결을 한다. 2014년 6월 30일 WWE Raw에서 잭 스웨거라는 상대를 하는데...(이때 잭 스웨거는 선역을 바뀌게 되었다!!)그리고 슬슬 스웨거가 '위 더 피플!!'이라는 이유로 끝내 2014년 6월 ~ 8월까지는 대립을 하다가 끝내 종결을 한다. 이후는 WWE 나이트 오브 챔피언스 2014에서 마크 헨리라는 승을 가져가고 2014년 9월 ~ 10월까지는 빅 쇼라는 대립을 하다가 WWE 헬 인 어 셀 2014에서 끝내 이걸 승리를 가져가게 된다!! 한편 WWE 서바이버 시리즈 2014에 팀 어소리티 멤버로 참전하게 되었다. 그리고 팀 시나에 라이백이 합류하고 팬들의 기대를 저버리지 않고 PPV에서 둘이 괴력대결을 벌였다.

### US 챔피언이 되고 그 이후
2014년 11월 3일 WWE Raw에서 상대 쉐이머스라는 상대로 WWE US 챔피언을 얻게 되었다!! 그리고는 승패는 라이백이 난전 도중 세스 롤린스에게 뒷치기를 당해 가볍게 승리했다. 이로서 라이백 복귀 시점부터 US 챔피언십을 놓고 루세프와 대립을 벌일 것이라는 팬들의 추측이 실현될 가능성이 한층 커졌다. 이후 경기에서 돌프 지글러를 일방적으로 짓밟다가 장외에서 장대한 자폭을 하면서 카운트 아웃 탈락했다. 그리고 2014년 11월 ~ 12월까지는 다시한번 잭 스웨거라는 대립을 가졌으나 TLC 2014에서 끝내 방어를 하게 되었다. WWE 로얄럼블 2015에서는 로만 레인즈, 딘 앰브로스, 빅 쇼, 케인이 치고받을 동안에 링 아래에서 있다가 로만 레인즈만 남았을 때 난입하여 공격하지만 스피어를 맞은 후 자신도 제거당하며 준우승에 머물렀다. 레인즈의 우승은 이미 많은 이들이 예상하고 있었지만 준우승은 WWE가 계속 그에게 푸쉬를 줄 거라는 암시이기도 하다. 그리고 2015년 1월 ~ 5월까지는 존 시나라는 미국인으로 상대 대립을 하다가 WWE 레슬매니아 31에서 끝내 WWE US 챔피언을 잃게 된다 그리고 마지막 WWE 익스트림 룰즈 2015에서 끝내 라나랑 헤어지게 되었고 그리고 WWE 2015년 5월 26일 WWE Raw에서 불가리아 국적으로 바꾸며 깃발을 흔들며 등장했다. 알 트루스 1분 남짓한 짧은 경기 끝에 애콜레이드로 초살시킨다. 그리고 라나에게 돌아와 달라는 내용의 마이크웍을 하고 라나는 이에 응하며 관계가 회복되는듯 하다가... 끝까지 라나를 자신의 소유물 취급을 하고 자신을 떠난 결정이 틀린 결정이었음을 인정하라며 라나를 윽박질렀다. 결국 화가 난 라나는 완전히 돌프 지글러에게 붙어버렸고 입장로에서 돌프와 진한 키스를 나누며 루세프의 염장을 제대로 지른다. 덕분에 노발대발 향후 돌프 지글러와의 대립이 예상됐는데 부상을 입은 것으로 알려지면서 경기 스케줄이 줄줄이 취소되었고 결국 케빈 오웬스가 로우에서 더 자주 등장하면서 그 빈자리를 채울 예정이다. 오오 갓이백 찬양! 그리고 2015년 6월 1일 WWE RAW와 인터뷰에서 나라 잃은듯한 훌륭한 표정 연기와 함께 "나는 모든걸 잃었고 내 자신은 부서졌다. 하지만 난 이 모든걸 다시 되찾을 것이다." 라고 말했다. 본인에겐 아쉽게 됐지만 보는 사람들에 따라서는 적절한 타이밍에 터진 부상이라고도 평가한다. 무패 반미기믹은 패하는 순간부터 이미지 소모 속도가 심하다는 것을 생각하면 말이다. 회복 기간동안 다시 강력한 모습으로 돌아오길 기원하자 2015년 6월 29일 WWE RAW에선 써머 래를 새로운 매니저로 데리고 등장했다. 그 이후 매주 목발을 짚고 링 위에 올라가 라나를 비방하자 이에 발끈해 돌프와 라나 커플이 반박을 하면서 링 위에 올라왔는데, "페이크다! 이 XX들아!"를 시전하면서 목발로 돌프를 마구잡이로 구타해서 돌프를 각본상 부상 상태로 만들어버렸다. 하지만 세자로와 엮이면서 7월 16일자 스맥다운에선 데뷔 이후 존 시나 이외에 처음으로 세자로에게 클린 핀폴을 당하는가 하면 WWE 2015년 7월 20일 RAW에선 케빈 오웬스, 쉐이머스와 함께 팀을 짜, 존 시나, 랜디 오턴, 세자로팀과 메인이벤트를 치뤘지만... 경기 중 마찰로 인해 경기를 포기하고 나가버린 쉐이머스와 케빈 오웬스 덕분에 혼자 남게 되었고 결국 막판에 혼자서 AA - 세자로 스윙 - 슬링샷 - RKO 콤보를 다 맞는 굴욕까지 선보이며 큰 웃음을 주기도 했다. 2015년 8월 27일 WWE 스맥다운에서는 라이백, 돌프 지글러를 상대로 태그팀 매치를 벌였는데 그 분에게 등을 보였다가 통수 맞았다 2015년 10월 5일 WWE Raw에는 써머에게 청혼을 받았는데... 일단 WWE 챔피언이 된뒤 받아들이겠다며 거절한다. 또한 처음에는 써머에게 별 감정이 없었으나 점차 사랑을 느끼기 시작했다고 고백하는데... 문제는 이게 전혀 악역답지 않다는 것이다. 10월 12일 러에서 라나와 약혼소식이 전해지면서 써머 래에게 싸대기를 맞았다! 그리고 유유히 퇴장, 루세프는 맞고나선 멍때리다가 써머 래가 무대에서 퇴장할 때 즈음 되어서야 분노가 폭발했다. 써머 래와도 결별한 뒤로 홀로서기에 나섰다. 혼자 다니는줄 알았는데 어느순간부터 쉐이머스, 킹 바렛과 같이 다니기 시작했다.

### 태그팀 활동 그러나
WWE 헬 인 어 셀 2015에서 두 유럽친구와 팀을 맺어 세자로, 에이드리안 네빌, 돌프 지글러와 3vs3 매치를 가졌으나 패배하였다 WWE 메인이벤트에서 네빌과 1:1 매치를 하던 도중 이두근이 찢어지는 부상을 당했고 의료진이 상태를 확인한 후... 네빌의 승리로 결정지었다. 이후 의료진과 심판들에게 화를 내고 땡깡을 부렸는데, 이 행동은 시간이 남아서 스스로 애드리브 한 것이라 한다. 그 후... WWE 유럽투어동안 라나와 불가리아에서 휴가를 보내고 있다. 2015년 11월 23일 WWE Raw에서 리그 오브 네이션즈라는 팀이라는 시작을 했다.(쉐이머스는 아일랜드 알베르토 델 리오는 멕시코 킹 바렛은 영국이다. 그리고 나머지 루세프는 불가리아로 이 미친국가로 정신나간 태그팀을 결성을 하게 된다.) 2016년 4월 28일 WWE 스맥다운에서 쉐이머스와 알베르토 델 리오와 다투면서 리그 오브 네이션즈는 완전히 해체했다. 그리고 2016년 5월 2일 WWE Raw에서는 WWE US 챔피언 컨텐더 손꼽힌 뒤... 칼리스토라는 상대로 WWE 익스트림 룰즈 2016에서 WWE US 챔피언을 얻게 되었다!!(이제는 아무도 막을 수 없는 불가리아라고 할 수 있다!!) WWE 2016년 5월 26일 WWE 스맥다운에서 칼리스토와 WWE US 챔피언십 리매치가 열렸지만 다시 승리했다. 2016년 5월 30일 WWE RAW에서 잭 라이더를 꺾고나서 미국을 조롱하다가 다시는 미국을 무시하지 말라고 막말하는 타이터스 오닐의 공격을 받고 쫓겨난다. 그리고 2016년 5월 ~ 6월까지는 타이터스 오닐이라는 대립을 하다가 WWE 머니 인 더 뱅크 2016에서 승리를 하며 타이틀을 방어를 한다. 그리고 2016년 7월 11일 WWE RAW에서는 셰이머스를 이기고 US 챔피언십 도전권을 얻은 잭 라이더가 도전의사를 밝히다 셰이머스의 공격을 받자 지나갔다. 당일 경기에서 잭 라이더가 셰이머스에게 패한 이후 난입해 오버헤드 벨리 투 벨리 수플렉스+라운드 하우스 킥+고각 애콜레이드를 시전하며 도전해보라고 말한다. 2016년 7월 14일 WWE 스맥다운에서는 잭 라이더의 난입 때문에 돌프 지글러에게 롤업패한다. WWE 배틀 그라운드 2016에서 잭 라이더를 이기면서 타이틀을 방어를 한 뒤... 더 공격하려는데 모조 롤리가 난입하자 물러난다. 2016년 7월 25일 WWE Raw에서 마침내 Raw에서 이적 즉 페이탈 포 웨이 매치중에서 WWE 유니버설 챔피언 컨텐더 매치를 참가를 했지만 실패를 거두고 그리고 2016년 8월 초에는 로만 레인즈가 WWE US 챔피언을 도전하는 바가 있으며 결국은 2016년 8월 ~ 10월까지는 로만 레인즈랑 대립을 하다가 WWE 클래쉬 오브 챔피언스 2016에서 끝내 타이틀을 잃고 나머지는 WWE 헬 인 어 셀 2016에서 이번엔 헬 인 어 셀매치 중에서 경기를 가졌으나 지고 만다!! 2016년 10월 31일 WWE Raw에서 골드버그에게 막말로 내뱉었다가 잭 해머로 맞고 쓰러진다!!(그리고 나머지 골드버그가 헤이먼한테 스피어를 갈겨버린다!!)2016년 12월 5일 WWE RAW에서는 라나와 다투고 헤어지는 모습을 보여줬다. 그 틈 사이에 엔조 아모레가 NTR을 시도하지만 전부 라나와 루세프의 계략이였고 혼자 라나를 찾아온 엔조를 공격한다. WWE 2016년 12월 26일 WWE Raw에는 감수성 훈련 도중 엔조의 튀는 행동에 불만을 가진 진더 마할과 함께 엔조를 공격한다. 이후 진더 마할과 태그 팀을 결성해 엔조 아모레 & 빅 캐스와 대립한다. 그러나 엔조 & 캐스가 챔피언십 전선으로 들어가며 대립이 흐지부지하게 비중이 급격하게 줄어들고 점점 약해지고 있다. 안습이다. 그러더니 WWE 패스트 레인 2017에거 진더 마할과 다툼 끝에 사이가 틀어져버렸다. 세자로와의 경기에서 패배한 진더 마할을 공격하다 난입한 빅 쇼와 즉석에서 1vs1 경기를 가져 패배했다. 그리고 부상때문에 안나오다가 2017년 7월 4일 WWE 스맥다운에서 등장했다. 이후 배틀 그라운드 2017에서 존 시나와 플래그 매치를 가지지만 패배했다. 2017년 8월 ~ 10월까지는 랜디 오턴이랑 대립을 하다가 WWE 섬머슬램 2017에서는 지고 그리고는 게다가 2017년 9월 19일 WWE 스맥다운에서 랜디 오턴을 바로 이겨버린다.

### 루세프 데이
2017년 9월 26일 WWE 스맥다운에서 에이든 잉글리쉬와 손을 잡았다가 그리고 마지막 WWE 헬 인 어 셀 2017에서 패하게 된다. 그리고 WWE 클래쉬 오브 챔피언스 2017에서 페이탈 포 웨이 태그팀매치에서 참가를 했지만 실패를 거두고 2017년 12월 26일 말쯤이돼서야 이번엔 WWE 스맥다운에서 WWE 스맥다운 태그팀 챔피언 넘버원 컨텐더 태그팀 매치에서 참가를 했지만 역부족이며 실패를 거둔다. 2018년 1월 30일 WWE 스맥다운에서 페이탈 포 웨이 넘버원 컨텐더 매치중에서 참가를 했지만 드디어 손꼽히게 된다!! 그러나 안타깝게도 지고 그리다가 WWE 패스트 레인 2018에서 지난 로열럼블 우승자 나카무라 신스케와의 경기에서 패하고 만다. WWE 레슬매니아 34에서 US 챔피언쉽 페이탈 포 웨이 매치중에서 참가를 했지만 그사이 진더 마할이 차지했다. 2018년 4월 27일 그레이티스트 로얄 럼블 2018에서 언더테이커와 캐스킷 매치를 치뤗치만 에이든하고 같이 캐스킷 들어가면서 패배했다. WWE 백래쉬 2018에서는 엘리아스공연이 잠깐 모습을 보고만다. 2018년 5월 8일 WWE 스맥다운에서 머니 인 더 뱅크 퀄러파잉 매치중에서 다니엘 브라이언 상대로 승리를 얻게 되면서 머니 인 더 뱅크 매치에 출전하게 되었고 2018년 6월 17일 진행된 WWE 머니 인 더 뱅크 2018에서 가방을 얻지못했다. 그럼에도 불구하고 2018년 6월 19일 진행되었던 WWE 스맥다운에서 컨틀렛 매치 중에서 넘버원 컨텐더 자격으로 2018년 7월 15일 진행예정인 WWE 익스트림룰스 2018에서 AJ 스타일스를 상대로 생에 첫 WWE 챔피언십에 도전할 예정이며 2018년 6월 ~ 7월까지는 AJ 스타일스랑 대립을 하고 있다가 결국 2018년 7월 15일 진행된 WWE 익스트림 룰스 2018에서 AJ 스타일스에게 경기를 내주고 챔피언 등극에 실패하고 만다. 2018년 7월 24일 WWE 스맥다운에서 라나랑 같이 안드라데 시엔 알마스, 젤리나 베가라는 대립을 하고 있으며 결국은 선역을 처음으로 바뀌게 된다. 그리고 WWE 썸머슬램 2018에서 패하게 되었지만 2018년 8월 21일 WWE 스맥다운 라나랑 같이 다시한번 알마스, 베가랑 같이 상대로 이때 마지막에 에이든 도움으로 승리를 얻게 된다. 2018년 8월 28일 WWE 스맥다운에서 에이든과 같이 쓰리플 태그팀 매치중에서 참가를 하게 되고 그리고 2018년 9월 4일 WWE 스맥다운에서 드디어 세자로, 쉐이머스랑 붙게 된다. 2018년 9월 11일 WWE 스맥다운에서 WWE 스맥다운 태그팀 챔피언 도전자 결정을 했지만 WWE 헬 인 어 셀 2018에서는 실패를 했지만 그러나 2018년 9월 18일 WWE 스맥다운에서 나카무라 신스케 WWE US 챔피언쉽 도전을 했지만 지면서 마지막에서는 에이든한테 마이크 머리를 맞으면서 루세프 데이는 해체되고 만다. WWE 크라운 주얼 2018에서 나카무라 신스케라는 상대를 했지만 패배를 한다. 2018년 12월 25일 WWE 스맥다운에서 WWE US 챔피언을 3번째로 가져간다!!

## 다시 악역 전환
그러나 WWE 로얄 럼블 2019에서 타이틀을 잃은 뒤 2019년 1월 29일 WWE 스맥다운에서 다시 악역으로 변하게 된다. 알 트루스를 공격을 하기 위해서인데...나카무라 신스케와 태그팀을 맺은 뒤로는 별로 출연을 못하다가 휴식기를 가고있다. 하지만 2021년 빈스 맥맨의 의해 해고되었다.

## 수상
- 모스트 임푸브루드 레슬러 오브 더 이열 (2014)
- 랭크드 넘버8 오브 더 탑 500 싱글즈 레슬링 인 더 PWI 500 인 2015
- 워스트 스토리라인 (2015) - 써머 레 vs 돌프 지글러 앤 라나
- 베스트 기믹 (2014) - 라나
- 모스트 임푸브루드 (2014)
- WWE 유나이티드 스테이츠 챔피언 (3회)
- 슬래미 어워드 (1회)
  - 매치 오브 더 이열 (2014) 팀 시나 vs 팀 어쏘리티 (서바이버 시리즈 2014)
- AEW TNT 챔피언 (1회)